# Coulsonite
La coulsonite (simbolo IMA: Cou) è un minerale raro della classe dei minerali di "ossidi e idrossidi" con la composizione chimica Fe2+V3+2O4 e quindi, da un punto di vista chimico, è un ossido di ferro-vanadio.
Appartiene al supergruppo dello spinello, all'interno del quale fa parte della famiglia degli ossispinelli e da lì del sottogruppo dello spinello.

## Etimologia e storia
Sotto il nome di vanado-magnetite (in tedesco: vanadomagnetite) usato da Alexander Heron, il minerale era già noto nel 1936 attraverso i ritrovamenti provenienti dall'India, ma non era sufficientemente descritto. Un anno dopo, gli fu dato il nome coulsonite, che è valido ancora oggi. La coulsonite prende il nome da Arthur Lennox Coulson (1898-1955), un geologo e membro dell'Indian Geological Survey.
La prima descrizione completa come specie minerale separata è stata fatta nel 1962 da Arthur Sears Radtke (1936-2004) sulla base di campioni di minerali provenienti dalla miniera di ferro di Buena Vista nella contea di Churchill, in Nevada, USA, che è di conseguenza considerata la località tipo per la coulsonite.

## Abito cristallino
La coulsonite cristallizza sistema cristallino cubico nella struttura dello spinello con il gruppo spaziale Fd3m (gruppo nº 227), con costante di reticolo a = 8,30 Å e 8 unità di formula per cella unitaria. 
Anche se cristallizza cubicamente, finora è stata scoperta solo sotto forma di minuscoli cristalli di diametro inferiore a 1 mm con superfici cristalline solo parzialmente sviluppate, così come lamelle di segregazione lungo le facce dell'ottaedro {111} in magnetite.
L'attuale classificazione dell'Associazione Mineralogica Internazionale (IMA) colloca la coulsonite nel supergruppo dello spinello, dove si trova insieme a cromite, cocromite, cuprospinello, dellagiustaite, deltalumite, franklinite, gahnite, galaxite, guite, hausmannite, hercynite, hetaerolite, jacobsite, maghemite, magnesiocromite, magnesiocoulsonite, magnesioferrite, magnetite, manganocromite, spinello, termaerogenite, titanomaghemite, trevorite, vuorelainenite e zincocromite formano il sottogruppo dello spinello all'interno degli spinelli oxi. A questo gruppo appartengono anche la chihmingite e la chukochenite descritte dopo il 2018, nonché la nicromite, il cui nome non è ancora stato riconosciuto dal CNMNC dell'IMA.
Già nell'obsoleta, ma ancora in uso, 8ª edizione della sistematica minerale secondo Strunz, la cocromite apparteneva alla classe minerale degli "ossidi e idrossidi" e lì al dipartimento "Composti con M3O4 e composti correlati", dove insieme all'ulvöspinello formava il gruppo degli "spinelli di vanadina e titanio" con il sistema nº IV/B.01d.
Nella Sistematica dei lapis (Lapis-Systematik) di Stefan Weiß, che si basa ancora su questa classificazione classica di Strunz per considerazione verso i collezionisti privati e le collezioni istituzionali, al minerale è stato assegnato il sistema e il minerale nº IV/B.04-20. In questa sistematica ciò corrisponde anche al dipartimento "Ossidi con rapporto metallo: ossigeno = 3 : 4 (spinello tipo M3O4 e composti correlati)", dove la coulsonite, insieme a brunogeierite, magnesiocoulsonite, qandilite, ulvöspinello e vuorelainenite, forma il gruppo degli "spinelli V/Ti/Ge".
La 9ª edizione della sistematica minerale di Strunz, valida dal 2001 e aggiornata dall'IMA fino al 2024, classifica anche la coulsonite nel dipartimento degli ossidi con un rapporto di quantità di materiale "metallo : ossigeno = 3 : 4 e comparabile". Tuttavia, questo è ulteriormente suddiviso in base alla dimensione relativa dei cationi coinvolti, in modo che il minerale possa essere trovato in base alla sua composizione nella suddivisione "Con solo cationi di medie dimensioni", dove è elencato insieme a brunogeierite, cromite, cocromite, cuprospinello, filipstadite, franklinite, gahnite, galaxite, ercynite, jacobsite, magnesiocromite, magnesiocoulsonite, magnesioferrite, magnetite, manganocromite, nicromite, qandilite, spinello, trevorite, ulvöspinello, vuorelainenite e zincocromite costituiscono il "gruppo dello spinello" con il sistema nº 4.BB.05.
La classificazione dei minerali Dana, utilizzata principalmente nel mondo anglosassone, classifica anche la cocromite nella classe degli "ossidi e idrossidi" e lì nel dipartimento "ossidi multipli".

## Sintesi
In forma chimicamente pura, che si ottiene solo per sintesi, la coulsonite (FeV2O4) è costituita per il 25,19 % da ferro (Fe), per il 45,95 % da vanadio (V) e per il 28,86 % da ossigeno (O). Ciò corrisponde alla notazione della formula dell'ossido (FeO · V2O3) con il 32,40% di ossido ferroso (FeO) e il 67,60% di ossido di vanadio(III) (V2O3).
L'analisi dei campioni prelevati dalle colline di Buena Vista ha mostrato che una piccola parte del V3+ è stata sostituita da Fe3+, che corrisponde alla composizione empirica:
{\displaystyle \mathrm {Fe_{1.00}^{2+}(V_{1.07}^{3+}Fe_{0.01}^{3+})_{\Sigma =1.08}O_{4.24}} }
Ulteriori analisi di campioni provenienti da Kalgoorlie in Australia hanno mostrato che parte del V3+ potrebbe anche essere sostituito dal titanio. La formula empirica è qui data come:
{\displaystyle \mathrm {Fe_{1.03}^{2+}(V{3+}_{1.84}Ti_{0.13})_{\Sigma =1.97}O_{4.02}} }

## Origine e giacitura
La coulsonite spesso co-forma con la scapolite ricca di cloro in vene contenenti magnetite che attraversano rocce ignee metamorfosate. Altri minerali di accompagnamento includono apatite, titanite, varie cloriti, orneblenda e muscovite.
Essendo una formazione minerale rara, la coulsonite è stata rilevata solo in pochi siti, anche se a partire dal 2018 sono stati documentati circa 15 siti. Oltre alla sua località tipo, la miniera di ferro di Buena Vista nella contea di Churchill, il minerale è stato anche essere trovato in Nevada nelle colline di Buena Vista nella vicina contea di Pershing. Inoltre, la coulsonite è stata trovata nelle parti collaterali dei giacimenti d'oro e d'argento delle miniere di Colorado Creek nel distretto di Innoko dell'area censuaria di Yukon-Koyukuk in Alaska e nelle serpentiniti di una mineralizzazione di ferro-vanadio senza nome nelle montagne Diablo vicino a New Idria nella contea di Fresno, in California.
In Europa la coulsonite è conosciuta solo in una miniera vicino a Vihanti nella provincia finlandese dell'Ostrobotnia Settentrionale, dalla "fossa di Lengenbach" nella Binntal nel cantone svizzero del Vallese e dai depositi sedimentari-esalatori vicino al monastero cistercense Monastero di Santa Maria di Poblet nella provincia catalana di Tarragona.
Altre località ben note si trovano nello stato indiano del Bihar, nell'oblast' dell'Amur nel Distretto Federale dell'Estremo Oriente e nell'oblast' di Murmansk nel Distretto Federale del Nord-Ovest della Russia. Inoltre, la coulsonite è stata rilevata nei meteoriti Efremovka vicino a Pavlodar in Kazakistan e Allende vicino a Pueblito de Allende in Messico. Qui, la coulsonite è stata trovata in alcune inclusioni ricche di calcio-alluminio.

## Forma in cui si presenta in natura
Il minerale è opaco in qualsiasi forma e mostra una lucentezza metallica sulle superfici dei cristalli grigio-blu, che sono anche grigio chiaro in luce incidente. In contrasto con il colore della superficie, il colore dello striscio della coulsonite va dal marrone scuro al nero.